# Устье (Львовская область)
У́стье (укр. Устя) — село в Николаевской городской общине Стрыйского района Львовской области Украины.
Население по переписи 2001 года составляло 1120 человек. Занимает площадь 1,256 км². Почтовый индекс — 81632. Телефонный код — 3241.

## Известные уроженцы
- Самотос, Иван Михайлович — украинский советский скульптор, заслуженный деятель искусств Украины, народный художник Украины, профессор.